# Tratado de Lausana (1912)

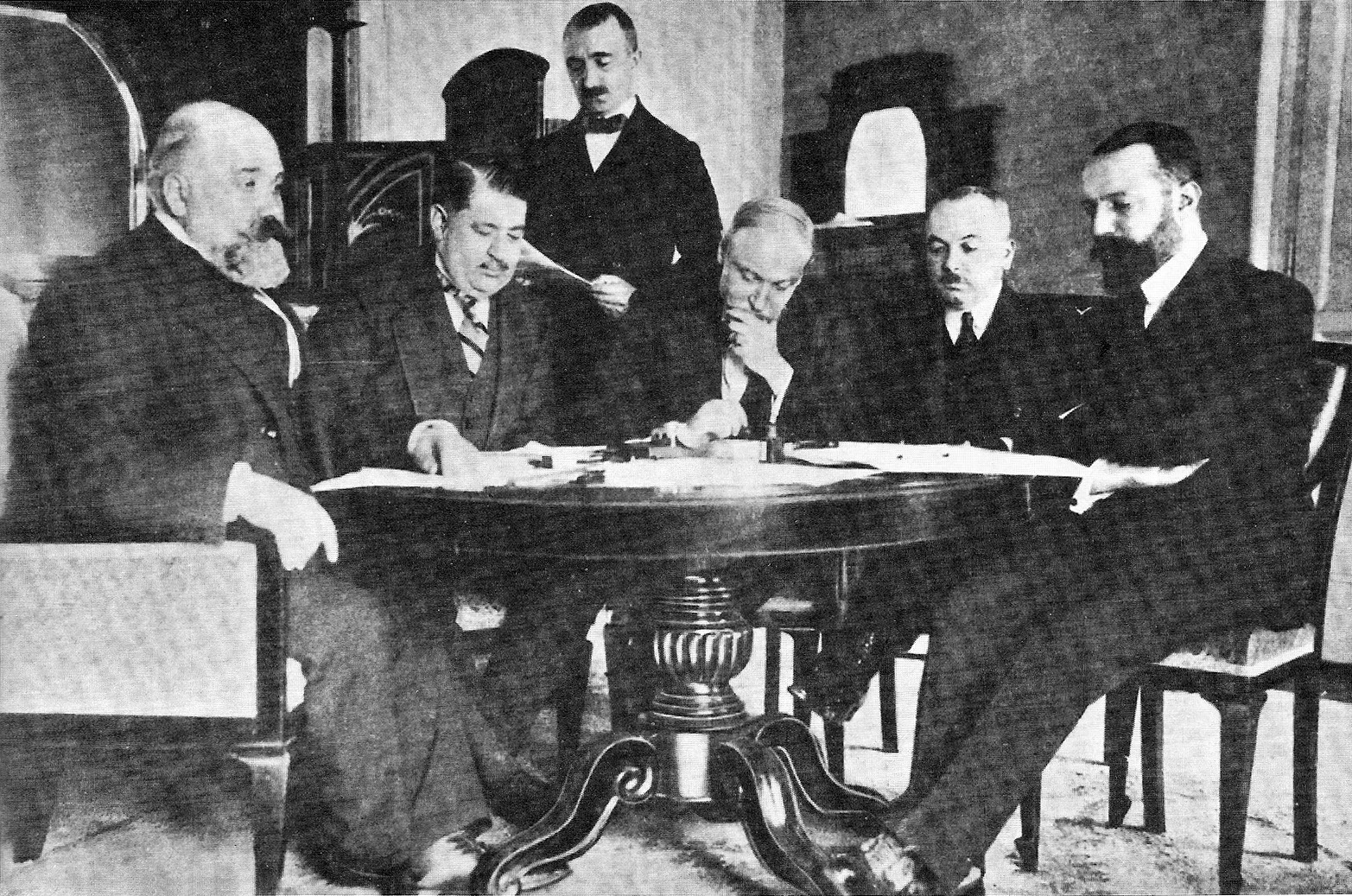
Representantes del Reino de Italia y del Imperio otomano en Lausana.

El Tratado de Lausana firmado el 18 de octubre de 1912, llamado también Tratado de Ouchy fue un tratado de paz entre el Reino de Italia y el Imperio otomano después de la victoria de Italia en la guerra italo-turca, por el que los turcos cedieron la Tripolitania y la Cirenaica a Italia, pero  manteniendo una soberanía religiosa sobre la población musulmana de la zona. 
Los turcos fueron "obligados" a firmar esta paz cuando Italia se apoderó de las islas del Dodecaneso. Las tierras sometidas a Italia fueron entonces llamadas con el nombre utilizado por los antiguos romanos, Libia.